# Autoritatea pentru Coordonarea Instrumentelor Structurale
Autoritatea pentru Coordonarea Instrumentelor Structurale (ACIS) a fost înființată în anul 2011, ca direcție generală în structura Ministerului Finanțelor Publice (MFP).
În februarie 2011, ACIS a trecut din subordinea MFP în cea a primului-ministru.